# Stefan Wisniewski
Stefan Wisniewski (ur. 8 kwietnia 1953 w Klosterreichenbach w gminie Baiersbronn k. Freudenstadt) – lewicowy terrorysta, członek niemieckiej RAF.

## Życiorys
Syn polskiego byłego robotnika przymusowego. Od 1974/1975 związany z RAF. Brał udział w porwaniu i zamordowaniu Hannsa Martina Schleyera. Prawdopodobnie brał też udział w zamachu na Siegfrieda Bubacka (mieli to potwierdzić inni terroryści: Verena Becker i Peter-Jürgen Boock). 11 maja 1978 został aresztowany na lotnisku w Paryżu. Po długim procesie skazany na dożywocie, zwolniony w 1999.
Hanna Krall napisała o nim w 1990 reportaż Dno oka z tomu Taniec na cudzym weselu.